# Olga Ravn
Olga Sofia Ravn, née le 27 septembre 1986 à Copenhague, est une poétesse et romancière danoise. Sa poésie et son premier roman Célestine (2015) ont été acclamés par la critique. Elle a aussi travaillé comme traductrice et comme critique littéraire pour Politiken et plusieurs autres publications danoises.

## Jeunesse et formation
Olga Ravn est née à Copenhague et y a grandi. Elle est la fille de la chanteuse Anne Dorte Michelsen (en) et de l'artiste visuel et designer Peter Ravn. En 2010, elle est diplômée de la Forfatterskolen, l'école des auteurs,.

## Travail littéraire
En 2008, Olga Ravn publie son premier poème dans le magazine littéraire danois Hvedekorn (en). Depuis, sa poésie est parue dans Konvolut 28/6 , Trappe Tusind , Verbale Pupiller , Antologi 2010 et Forfatterskolens Afgangsantologi 2010 . La critique a qualifié ses premiers poèmes comme « rythmés, ludiques, sensuels et riches en images ».
En 2012, Olga Ravn publie son premier recueil Jeg æder mig selv som lyng ("Je me mange comme de la bruyère"). Ce recueil explore la façon dont le corps des jeunes femmes réagit à l'amitié, au sexe et à l'amour,. En 2013, le recueil a été traduit en suédois.
En 2014, Olga Ravn publie Mean Girl, un recueil composé de feuilles de papier colorées et paillettes. Seuls 250 exemplaires ont été publiés, chacun préparé avec une attention individuelle afin qu'aucun ne soit identique,. En 2015, une sélection de Mean Girl, intitulée Mean Girl (et utdrag), est traduite en norvégien, publiée par Flamme Forlag (no),.
En 2015, Olga Ravn participe à l'édition de textes oubliés de la poétesse danoise Tove Ditlevsen. L'ouvrage s'intitule Jeg ville være enke, og jeg ville være digter: Glemte tekster af Tove Ditlevsen ("Je voulais être veuve, et je voulais être poète : Textes oubliés de Tove Ditlevsen "),,,.
La même année, elle publie son premier roman Célestine. Ce dernier porte sur l'obsession qu'avait une institutrice pour un fantôme lui ressemblant beaucoup hormis le fait, souligne l'enseignante, qu'elle ne soit pas morte.
Ravn publie régulièrement de courts écrits, des vidéos et des photos sur son blog et son compte Tumblr.

## Réception critique
En 2011, Olga Ravn a reçu une critique positive dans l'édition d'automne du Danish Literary Magazine qui décrivait son premier recueil de poésie, Jeg æder myself som lyng , comme « un recueil passionné et lyrique qui traite de l'affranchissement du rôle de jeune fille ». On a aussi pu le décrire comme « débordant de talent » , « ambitieux et bien ficelé ».
À propos de Celestine, Søren Kassebeer, journaliste littéraire au Berlingske, complimente Olga Ravn pour son utilisation du langage : « Elle peut accomplir tellement de choses avec des mots... Il semble n'y avoir aucune limite à sa capacité à créer des images.» Néanmoins, bien que le critique trouve Célestine lisible, il ne le considère pas comme un succès complet, commentant qu'il s'attarde constamment sur les sentiments exprimés soit par le narrateur, soit par le fantôme, plutôt que de simplement dire ce qui doit être dit. Lilian Munk Rösing, du quotidien Politiken, est particulièrement impressionné par l'utilisation d'images et de métaphores par la poétesse, devenant totalement obsédé par sa maîtrise d'un langage puissant et parfois humoristique. Victor Malm, du quotidien Sydsvenskan, dit que « le roman [ressemble à] Marguerite Duras et Clarice Lispector » et que « grâce à un flux intensif de scènes, d'images et de souvenirs, un sentiment de vide de la vie à venir est évoqué.» .
En 2019, Olga Ravn a reçu le prix Béatrice (en), un prix littéraire décerné par l'Académie danoise. The Employees (en), la traduction anglaise de roman De ansatte, a été sélectionné pour le prix international Booker.

## Autres activités
Olga Ravn est professeur d'écriture à l'université populaire Testrup Højskole. Elle est aussi critique littéraire pour le Politiken et éditrice dans la maison d'édition Gyldendal,.

## Œuvres

### Romans
- (da) Celestine, Gyldendal, 2015  (ISBN 978-87-02-16699-6)
- Les Employés, La Peuplade, 2020 ((da) De ansatte, Gyldendal, 2018), trad. Christine Berlioz et Laila Flink Thullesen, 176 p.  (ISBN 978-2-924898-50-5)Réédition, Pocket, coll. « Imaginaire » no 7332, 2021, 176 p. (ISBN 978-2-266-29778-3)
- (da) Mit arbejde, Gyldendal, 2020

### Poèmes
- (da) Jeg æder mig selv som lyng: pigesind, Gyldendal, 2012  (ISBN 978-87-02-11836-0)
- (da) Mean girl, Privattryk, 2014
- (da) Den hvide rose, Gyldendal, 2016

### Articles sélectionnés
- (da) « Olga Ravn: Tove, pengene og skriften », Politiken,‎ 9 mars 2015 (lire en ligne)
- (da) « Sorry Mallarmé », Information.dk,‎ 27 février 2014 (lire en ligne)
- (da) « Olga Ravn: At skrive er en måde at tænke på », Politiken,‎ 4 février 2014 (lire en ligne)
- (da) « Nomineret: Ida Jessen », Information.dk,‎ 14 novembre 2013 (lire en ligne)
- (da) « Nomineret: Yahya Hassan », Information.dk,‎ 14 novembre 2013 (lire en ligne)
- (da) « Jeg var Vita Andersens sætning », Information.dk,‎ 8 novembre 2013 (lire en ligne)
- (da) « Med kærlige hilsner », Information.dk,‎ 16 mai 2012 (lire en ligne)
- (da) « Om spøgelser i april », Information.dk,‎ 13 avril 2012 (lire en ligne)
- (da) « En død mands damer », Information.dk,‎ 16 février 2012 (lire en ligne)
- (da) « Ikke til oversættelse », Information.dk,‎ 6 janvier 2012 (lire en ligne)
- (da) « Jeg skriver til dem fra kysten ... », Information.dk,‎ 24 novembre 2011 (lire en ligne)

### Comme éditrice
- (da) Tove Ditlevsen, Jeg ville være enke, og jeg ville være digter: Glemte tekster af Tove Ditlevsen, Gyldendal, 19 mars 2015 (ISBN 978-87-02-17283-6, lire en ligne)